# Grace Balsdon
Grace Balsdon, née le 13 avril 1993 à Canterbury en Angleterre, est une joueuse anglaise de hockey sur gazon qui joue en tant que défenseur pour Hampstead & Westminster et les équipes nationales d'Angleterre et de Grande-Bretagne,,
.

## Carrière

### Club
Elle joue au hockey de club dans la Premier Division pour le Hampstead & Westminster. Elle a également joué pour le Canterbury.

### International
En 2016, Balsdon a joué le défenseur de l'University of Maryland équipe de hockey sur gazon et a été nommé Big Ten joueur défensif de l'année, All-American de la National Field Hockey Coaches Association, All-Big Ten First Team et trois fois Big Ten Defensive Player of the Week,.
Aux Jeux olympiques d'été de Tokyo 2020, Balsdon a marqué le but gagnant pour la Grande-Bretagne pour remporter la médaille de bronze en hockey sur gazon féminin.